# Cuphea pterosperma
Cuphea pterosperma är en fackelblomsväxtart som beskrevs av Emil Bernhard Koehne. Cuphea pterosperma ingår i släktet blossblommor, och familjen fackelblomsväxter. Inga underarter finns listade i Catalogue of Life.